# Hohenecker Hof

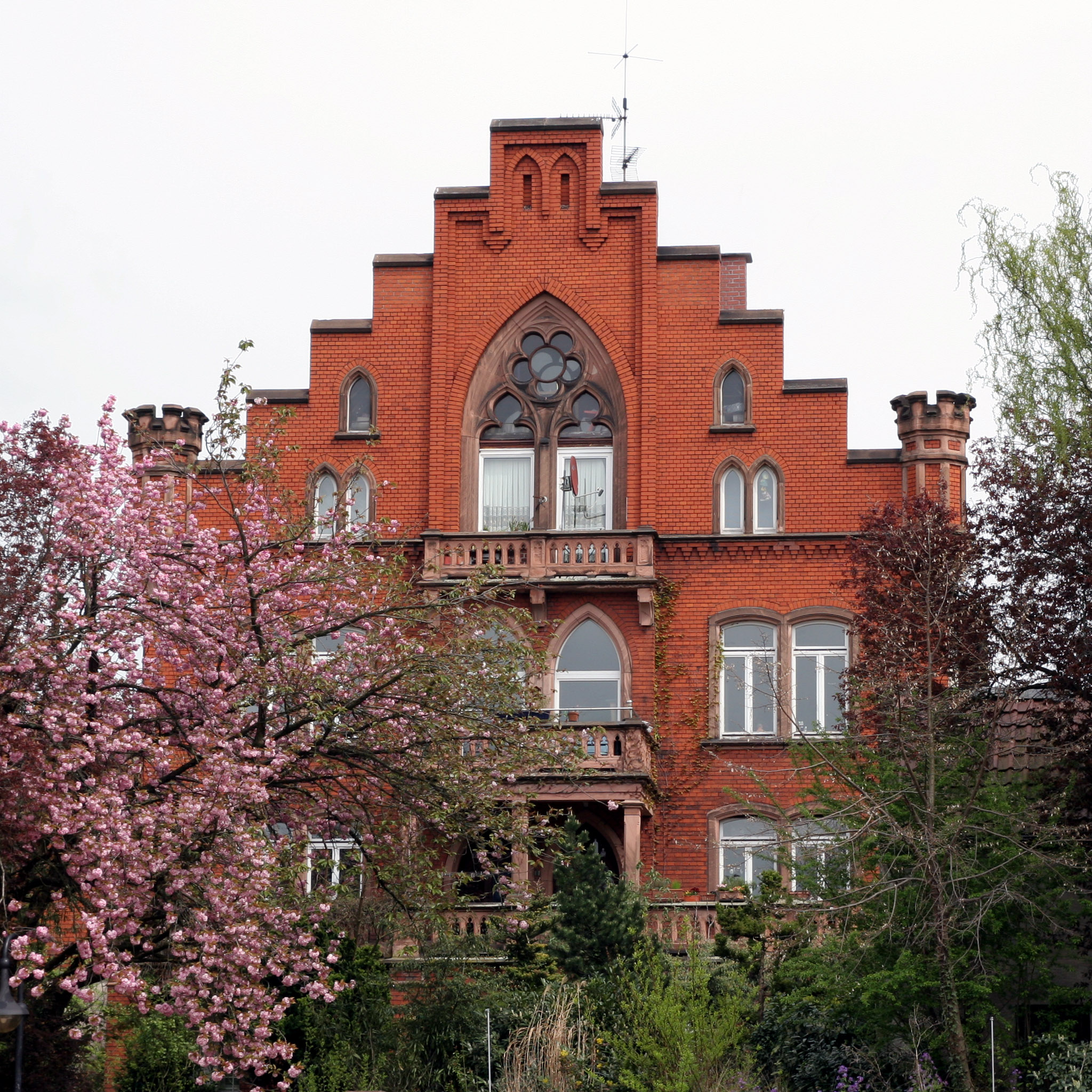
Die Westfassade des Hohenecker Hofes

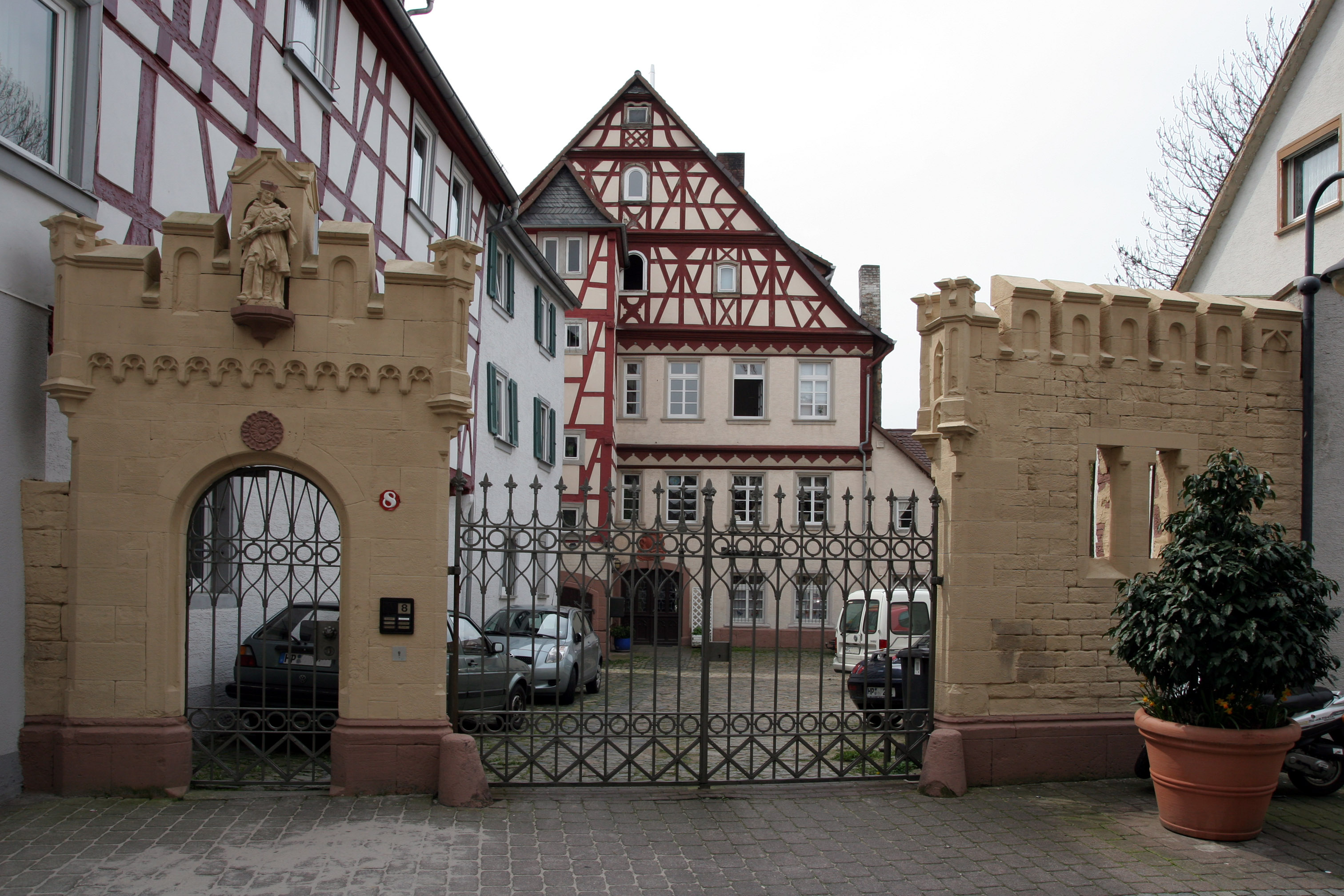
Die Ostfassade des Hohenecker Hofes mit Pforte

Der Hohenecker Hof ist ein unter Denkmalschutz stehendes Kulturdenkmal in Bensheim an der Bergstraße. Es handelt sich dabei um einen alten Adelshof.

## Geschichtliches und Gegenwart
1756 ließ der Mainzer Domdekan  Johann Franz Baron von Hoheneck (1686–1758) den Hohenecker Hof erbauen. Zuvor stand an dieser Stelle ein älterer Hof, der zunächst im Besitz der Herren von Walbrunn und später von Generalleutnant Johann Rudolf Victor von Pretlack war. 
1884 ging der Hohenecker Hof in den Besitz der Nachkommen eines Apothekers. Sie sorgten um 1900 für eine weitgehende Erneuerung im neugotischen Stil.

## Anwesen und Aufbau
Der Hohenecker Hof zeigt dem Betrachter zwei sehr unterschiedliche Seiten. Da ist zum einen die nach Westen (am Beauner Platz) gerichtete rote verklinkerte Fassade mit Treppengiebel und Terrassenvorbau. In der Mittelachse sind eine Loggia und Balkone. Große Fenster in Spitzbögen betonen den Giebel, der an der Seite zwei Zinnentürmchen trägt. Die Balustrade hebt sich vom Gebäude deutlich ab.
Die östliche Giebelwand (Am Bürgerhaus) dagegen steht für den alten ursprünglichen Bau. Das barocke Fachwerk mit geschweiften Langstreben auf dem massiven Erdgeschoss hebt sich deutlich von der Westfassade ab. Im Fachwerk sind Mann-Figuren, Viertelkreisstreben und Andreaskreuze.
 

Der Satteldachgiebel hat rundbogige Lukenöffnungen. Über dem korbbogigen Hauseingang befindet sich eine Rocaillekartusche mit dem Wappen derer von Hoheneck. Die Inschrift lautet:

„IO'ES: FRANC: BARO ab HOHENECK DECAN: METROP: MOG: HAS AEDES CUM SUIS APPERTINENTIIS ET ALIIS DIVO MARTINO ET DECANIS SUC/CESSORIBUS IN PERPETUUM FEV DM DEDI/CAVIT AO MDCCLVI“

Das Tor vor der östlichen Giebelwand ist in neugotischem Stil in gelbem Sandstein ausgeführt. Der Schlussstein der Pforte, ein Überrest (Spolie) von einem alten städtischen Hof, trägt die Jahreszahl 1533.